# سد کرس کوکداو
سد کرس کوکداو (به لاتین: Ceres Koekedouw Dam) یک سد در آفریقای جنوبی است که در near Ceres, Western Cape واقع شده‌است.